# Plan principal

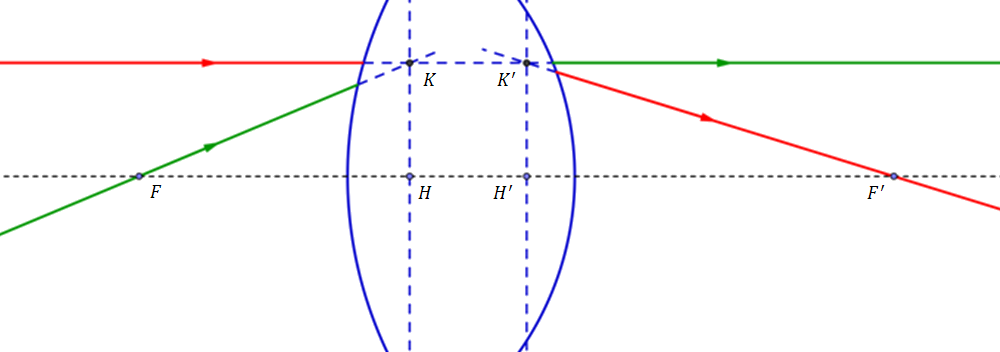
Position des points et plans principaux

En optique géométrique, on appelle plan principal d'un système optique centré, le plan où chaque rayon incident (ou émergent) parallèle à l'axe optique intersecte le rayon émergent (ou incident) correspondant :
- le plan principal image est le plan où chaque rayon incident parallèle à l'axe optique croise le rayon émergent correspondant ;
- le plan principal objet est le plan où chaque rayon émergent parallèle à l'axe optique croise le rayon incident correspondant.

Ces deux plans sont perpendiculaires à l'axe optique. Leur intersection avec cet axe est appelée point principal. Le point principal image est souvent noté H' et le point principal objet est alors noté  H.
La notion de plan principal n'a de sens en toute rigueur que dans l'approximation des petites ouvertures et des petits angles, l'approximation de Gauss. Dans le cas d'un objectif aplanétique à grande ouverture, le lieu d'intersection entre les rayons incidents parallèles à l'axe et les rayons émergents correspondants est non pas un plan mais une calotte sphérique centrée sur le foyer image; son rayon est égal à la distance focale.